# Bredbladet mærke
Bredbladet mærke (Sium latifolium) er en flerårig plante i skærmplante-familien. Det er en sumpplante med 2-3 gange fjersnitdelte undervandsblade og enkelt fjersnitdelte blade over vandet. Frugten har en kraftig lugt af persille ved knusning. Planten er giftig.

## Beskrivelse
Bredbladet mærke er en glat plante med 50-180 centimeter høj, kantet og hul stængel. Bladene er enkelt fjersnitdelte med bredt lancetformede til ovale, savtakkede afsnit. Om foråret findes ofte 2-3 gange fjersnitdelte undervandsblade med linjeformede afsnit. De flade skærme med hvide blomster er endestillede med 20-30 skærmstråler. Stor- og småsvøbblade er lancetformede. Frugten har blivende bægertænder.

## Udbredelse
Arten er udbredt i Europa. I Danmark er bredbladet mærke almindelig i den østlige del i rørsump og kær, langs søer og åer samt i grøfter. Den findes hist og her i Jylland. Bredbladet mærke blomstrer i juli og august.